# Monovine
Monovine é uma banda da Grécia, cuja sonoridade é basciamente uma mistura de grunge e rock alternativo. A sonoridade da banda remete a grupos como Nirvana, Bush, Iggy Pop and the Stooges, The Fuzztones, Roadsaw, The Subways, Moby, The Prodigy, 1000mods, Naxatras, The Last Drive, entre outros. 

## História e estilo musical
A banda Monovine foi formada no verão de 2008, em Atenas, capital da Grécia. Em 2011, o Monovine lançou seu primeiro álbum, batizado como Cliche; este trabalho já evidenciava que o grupo era claramente influenciado pelas bandas do movimento grunge da década de 1990. Até mesmo o fato de o Monovine ser um trio tem sido visto como semelhança com a extinta banda Nirvana. Seu álbum de estreia apresentava doze músicas. O segundo álbum, Swallow, foi lançado em 2014, contendo onze músicas. Em 2018, o Monovine lançou seu terceiro álbum, batizado como D.Y.E., contendo, como o trabalho anterior, onze músicas.

## Integrantes
- Stratos – guitarra e vocal
- Xeno – baixo
- Sotiris – bateria

## Discografia
- Cliche – 2011
- Swallow – 2014
- D.Y.E. – 2018

## Bandas similares
- Nirvana, dos Estados Unidos
- Roadsaw, dos Estados Unidos
- Queens Of The Stone Age, dos Estados Unidos
- Bush, dos Estados Unidos